# متمم بیستم قانون اساسی ایالات متحده آمریکا

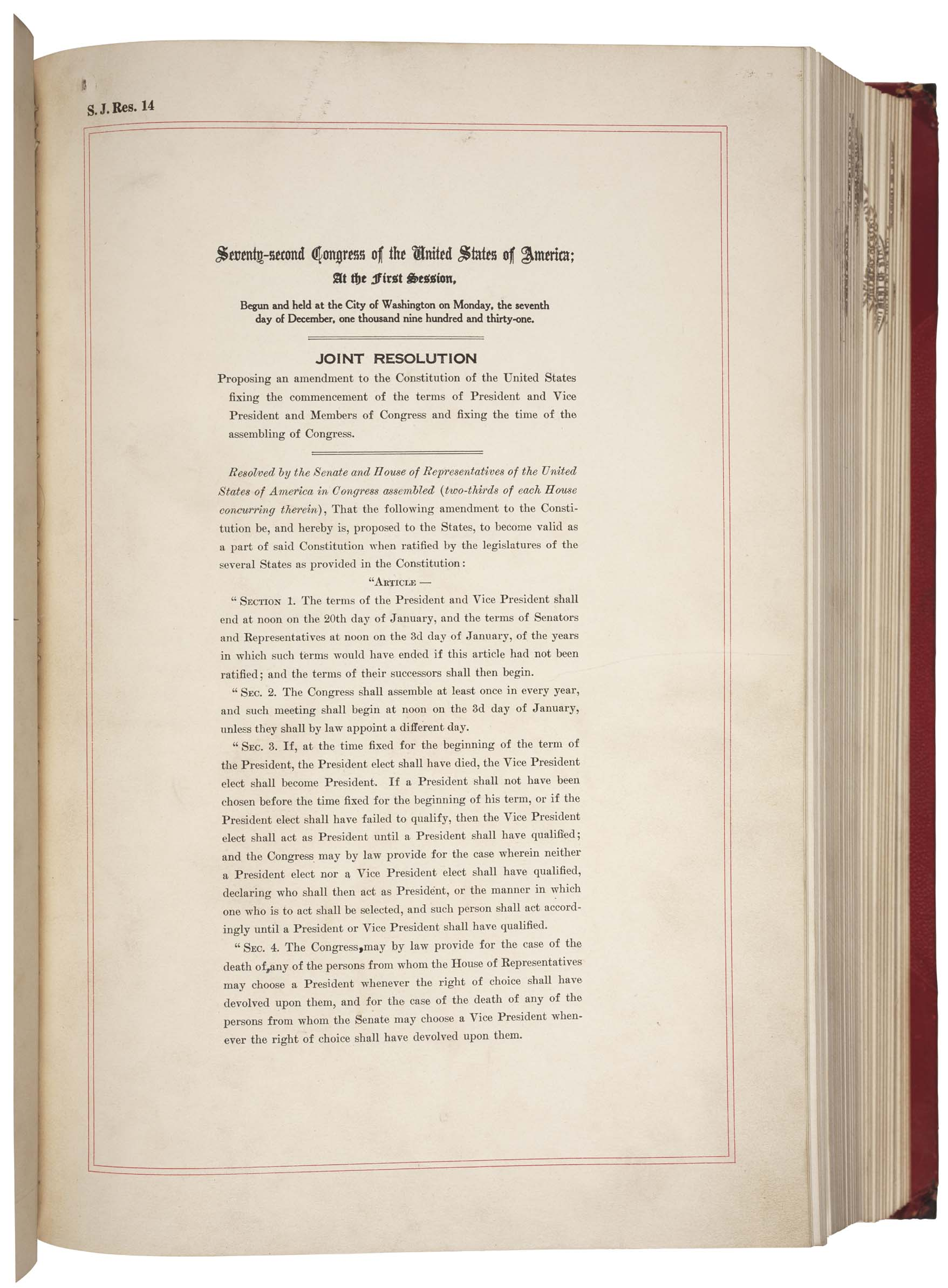

اصلاحیه بیستم قانون اساسی ایالات متحده (به انگلیسی: Twentieth Amendment to the United States Constitution) مصوبه ژانویه ۲۳ سال ۱۹۳۳ کنگره آمریکا، از قوانین مهم آمریکا است.
این متمم در باب حد و حدود مدت پست‌های فدرال (همانند مدت ریاست جمهوری) است.

## متن
بخش ۱:پایان دوره مأموریت رئیس‌جمهور و معاون رئیس جمهوردرساعت ۱۲ ظهر روز بیستم ژانویه ودوره نمایندگی اعضای سنا و نمایندگان مجلس در ساعت ۱۲ ظهر روز سوم ژانویه سالی که دوره‌های مزبور- چنانچه اصل حاضر به تصویب نرسیده بود ـ پایان می‌پذیرفت، است، و از آن پس دوره جانشینان آنان آغاز می‌شود.
بخش ۲:کنگره حداقل یک بار درسال تشکیل جلسه می‌دهد ودر صورتی که قانوناً روز خاصی را تعیین ننماید، جلسه مزبور در ساعت ۱۲ روز سوم ژانویه تشکیل می‌گردد.
بخش ۳:اگر در تاریخ تعیین شده برای آغاز دوره مأموریت ریاست جمهوری، رئیس‌جمهور منتخب فوت نماید، معاون منتخب وی رئیس‌جمهور می‌شود. چنانچه رئیس‌جمهور قبل ازموعد مقرر برای آغاز دوره ماموریتش انتخاب نشده باشد یا اگر رئیس‌جمهور منتخب حائز شرایط لازم نباشد، معاون منتخب تا زمانی که رئیس‌جمهور واجد شرایط انتخاب شود به عنوان رئیس‌جمهور انجام وظیفه می‌نماید. هر گاه رئیس‌جمهور واجد شرایط انتخاب شود، به عنوان رئیس جمهتور انجام وظیفه می‌نماید. هر گاه رئیس‌جمهور منتخب ونیز معاون منتخب وی حائز شرایط لازم نباشند، کنگره می‌تواند به موجب قانون، شخص رئیس‌جمهور و نیز نحوه انتخاب وی را اعلام کند. شخص مزبور تا زمانی که رئیس‌جمهور یا معاون رئیس‌جمهور واجد شرایط شوند، بر اساس قانون مذکور انجام وظیفه می‌نماید.
بخش ۴:برای موارد فوت هر یک از افرادی که مجلس نمایندگان می‌تواند در صورت برخوردار بودن ازحق انتخاب یک نفر را از میان آنان به عنوان رئیس‌جمهور انتخاب نماید، و برای موارد فوت هر یک از افرادی که مجلس سنا می‌تواند درصورت برخوردار بودن ازحق انتخاب یک نفر را از میان آنان به عنوان معاون رئیس‌جمهور انتخاب نماید، کنگره از طریق قانون پیش‌بینی‌های لازم را به عمل می‌آورد.
بخش ۵:بخش‌های (۱ و۲) در روز پانزدهم اکتبر پس از تاریخ تصویب این اصل لازم‌الاجرا می‌شود.
بخش ۶:اصل حاضر لازم‌الاجرا نمی‌باشد مگر اینکه ظرف هفت سال از تاریخ ارسال آن، مجلسین قانونگذاری سه چهارم ایالت‌ها آن را به عنوان متمم قانون اساسی تصویب نمایند.